# ليستير باتريك
ليستير باتريك (بالإنجليزية: Lester Patrick)‏ (و. 1883 – 1960 م) هو لاعب هوكي الجليد كندي، ولد في درومونفيل، مركز لعبه هو حارس مرمى ‏، ومدافع ‏، توفي في فكتوريا ، كولومبيا البريطانية، عن عمر يناهز 77 عاماً، بسبب نوبة قلبية.
.

## التعليم
تعلم في جامعة مكغيل.

## جوائز
حصل على جوائز منها:
- كأس ستانلي.

## روابط خارجية
- ليستير باتريك على موقع دوري الهوكي الوطني (الإنجليزية)
- ليستير باتريك على موقع EliteProspects.com (الإنجليزية)
- ليستير باتريك على موقع HockeyDB.com (الإنجليزية)
- ليستير باتريك على موقع Hockey-Reference.com (الإنجليزية)
- ليستير باتريك على موقع قاعة كولومبيا البريطانية للمشاهير الرياضية (الإنجليزية)
- ليستير باتريك على موقع قاعة كندا للمشاهير الرياضية (الإنجليزية)